# Bojong Wetan (Bojong)
Bojong Wetan is een bestuurslaag in het regentschap Pekalongan van de provincie Midden-Java, Indonesië. Bojong Wetan telt 1963 inwoners (volkstelling 2010).